# 瓦拉干站
瓦拉干站是位于中华人民共和国黑龙江省大兴安岭地区塔河县瓦拉干镇的一个铁路车站，有富西铁路经过该站，车站及其上下行区间均未电气化，距离富裕站667公里。车站于1970年开站，目前隶属哈尔滨铁路局加格达奇车务段，是四等站；车站仅办理列车到发、会让业务，不办理客货运业务。
车站地处伊勒呼里山北坡，站房面积300平方米，其中候车室、售票厅、行包房面积分别为54平方米、11平方米和18平方米。站场设有3条股道:404。